# Andestaling
De andestaling (Anas andium) is een eend uit de familie van de Anatidae.

## Verspreiding en leefgebied
Deze soort leeft in Zuid-Amerika, in de hooglanden van de Andes in Colombia, Venezuela en Ecuador, waar de eend voornamelijk vertoeft in grasland en rivieren.
De soort telt twee ondersoorten:
- A. a. altipetens: oostelijk Colombia en westelijk Venezuela.
- A. a. andium: van centraal en zuidelijk Colombia tot Ecuador.

## Status
De grootte van de populatie wordt geschat op 6000-15.000 volwassen vogels. Op de Rode lijst van de IUCN heeft deze soort de status niet bedreigd.